# Danger Danger
Danger Danger — американская рок-группа  из Квинса (Нью-Йорк), исполняющая музыку в стиле глэм-метал. 

## История
Danger Danger образована в 1986 году бывшими участниками Hotshot, вокалистом Майком Понтом, бас-гитаристом Бруно Рэйвелом и барабанщиком Стивом Вестом. В этот состав также входили будущий гитарист Hotshot Эл Питрелли и бывший клавишник джаз-рок-фьюжн группы Get With It Кейси Смит. Позже Майк Понт покинул группу и был заменен Тедом Поли, который ранее играл в группе Prophet в качестве барабанщика, а иногда и ведущего вокалиста. Всё это время они предпринимали попытки записать демо, и одна из них принесла им контракт с Epic Records. В 1988 году Питрелли покинул Danger Danger, и вскоре после этого Понт и Питрелли воссоединились, чтобы сформировать новый состав Hotshot. С тех пор Питрелли играл в других различных группах, но его можно услышать на сборнике Danger Danger Rare Cuts (2003).
В 1988 году к группе ненадолго присоединился гитарист Тони Рей из Saraya. Записав бо́льшую часть партий для дебютного альбома, он вернулся в свою предыдущую группу. Его заменил Энди Тиммонс, сыгравший оставшиеся гитарные партии. В 1989 году на лейбле Imagine/Epic вышел их одноимённый дебютный альбом, который попал на 88-ю строчку Billboard 200 и получил статус «золотого», а композиции «Naughty Naughty» и «Bang Bang» звучали в теле- и радиоэфире. Группа отправилась в турне, выступая на разогреве у таких известных коллективов и исполнителей, как Kiss, Warrant, Extreme и Элис Купер.
После этого группа отправилась записывать свой следующий альбом в Форт-Лодердейл, Флорида, выпустив Screw It! в 1991 году. Альбом породил два других хита — «Monkey Business» и «I Still Think About You», и они снова отправились в тур с Kiss. После тура Кейси Смит покинул группу и начал новый проект под названием Shock вместе со своим другом и бывшим барабанщиком Get With It Майклом Беллуски.
Группа продолжила выступать в мировом турне и приступила к записи третьего альбома — Cockroach. Однако группа неожиданно уволила вокалиста Теда Поли, и последующие судебные иски от Поли помешали выпуску альбома.  Тем временем, Рэйвел и Уэст наняли Пола Лэйна в качестве нового вокалиста, и он перезаписал вокальные партии Поли. Но когда они собрались выпустить альбом, в Epic посчитали, что в их интересах отложить запись. Вскоре после этого группа и лейбл разошлись. Кроме того, гитарист Тиммонс покинул группу, чтобы заняться сольной карьерой и играть на сольных альбомах Кипа Уингера.
В 1995 году группа с новым вокалистом записали и выпустили уже на своем собственном лейбле Low Dice Records новый альбом Dawn, который звучал мрачно и самосозерцательно.
Но большое признание группа получила только после выпуска альбома Cockroach в 2001 году. После достижения соглашения с Epic Records альбом был выпущен как двойной: на первом диске присутствует вокал Лэйна, а на втором — Поли.
Cockroach имел неимоверный успех и во многих странах попал в хит-парады. На следующий год музыкальный канал VH1 в «Top 40 hairbands of all time» занес на 25-е место «Danger Danger». В 2003 году группа выпустила сборник редких и ранее нереализованных треков Rare Cuts.
В 2009 году вышел альбом Revolve, в котором соединились мелодичные звучание 80-х и современный рок. Тед Поли уже вернулся в группу и в этом альбоме прозвучало немало хитов: «Ghost Of Love», «Killin’ Love», «Fugitive», «FU$».

## Состав
- Бруно Рэйвел — бас
- Стив Вест — ударные
- Тед Поли — вокал
- Роб Марчелло — гитара
- Кэйси Смит — клавишные

## Дискография
- Danger Danger (1989)
- Screw It! (1991)
- Dawn (1995)
- Four the Hard Way (1998)
- The Return of the Great Gildersleeves (2000)
- Cockroach (2001)
- Rare Cuts (2003)
- Live and Nude (2006)
- Revolve (2009)